# Francesc Pi i Margall
|  | «Francesc Pi» redirigeix aquí. Vegeu-ne altres significats a «Francesc Pi i Arsuaga». |

Francesc Pi i Margall (Barcelona, 29 d'abril de 1824 - Madrid, 29 de novembre de 1901) fou un polític català que va ser el segon president del govern de la Primera República Espanyola l'any 1873. El seu mandat va durar només trenta-vuit dies.

## Inicis
Fill de Francesc Pi d'ofici teixidor i de Teresa Margall i Sanmiquel (Barcelona 1800 - Barcelona 2 de desembre de 1872) aquesta amb arrels sabadellenques en ser filla de Lluís Margall daurador de Barcelona i de Magdalena Sanmiquel natural de Sabadell vivint a Barcelona al carrer Mirallers, 16. Procedent d'un entorn obrer, va estudiar fins a doctorar-se en Dret en 1847. Va treballar com a professor, traductor i empleat d'un banc. Vinculat al Partit Democràtic des que va arribar a Madrid en els anys quaranta del segle xix, va participar en la Revolució de 1854 i es va orientar cada vegada més cap a la política. Aquell mateix any va publicar les seves idees del federalisme social a La reacción y la revolución (1854), on avançava la idea del principi federatiu de Proudhon. Des de 1857 va sostenir polèmiques en defensa del socialisme contra els demòcrates individualistes o liberals. El 1864 va adquirir notorietat com a director del periòdic La Discusión, des del qual va difondre la seva ideologia. Per aquest motiu va haver d'exiliar-se a París durant la reacció que va seguir a l'intent revolucionari de 1866.

## Exili
L'estada a París li va permetre aprofundir en el coneixement de Proudhon, mort l'any anterior. La influència d'aquest autor és visible en el pensament de Pi i Margall, i ell mateix el traduiria al castellà. Durant l'exili a París, va madurar la seva ideologia revolucionària basada en la destrucció de l'autoritat per a substituir-la pel lliure pacte constitutiu de la federació.

## Sexenni democràtic
El triomf de la Revolució de 1868 li va permetre tornar a Espanya i ser elegit diputat en les Corts constituents.
Es va erigir com un dels grans líders del republicanisme, amb un vessant federalista i proper al socialisme, el que li permetia connectar millor amb les aspiracions socials de les classes treballadores i amb les aspiracions de descentralització política de la seva ciutat natal. També s'ha situat com a introductor del federalisme d'arrel llibertària, és a dir, va promoure que les decisions transcendents s'han de prendre des de la base ciutadana i territorial, tot fent de l'estat un simple ens coordinador.
En conseqüència, es va oposar al caràcter monàrquic de la Constitució de 1869, i —ja com a màxim dirigent del Partit Republicà Federal, des de 1870— va combatre el regnat d'Amadeu de Savoia. Quan aquest va abdicar, va ser un dels impulsors de la proclamació de la Primera República Espanyola (1873) i es va impulsar el Projecte de Constitució Espanyola de 1873.
El primer president de la República, Estanislau Figueras, que coneixia bé en Francesc Pi per haver-lo tingut com a empleat en el seu bufet d'advocats, li va encomanar el difícil Ministeri de la Governació. Des d'aquell càrrec, Pi va fer el que va poder per mantenir l'ordre públic, contenir el moviment cantonalista i procurar que les eleccions llancessin un resultat favorable per al règim. En dimitir Figueras, Pi i Margall es va fer càrrec del poder executiu (formalment no existia el càrrec de president de la República, mentre no es promulgués una nova constitució). Ho va fer amb un ampli programa de reformes polítiques i socials que no va poder dur a terme, car només es va mantenir durant una mica més d'un mes, acorralat per la rebel·lió cantonalista (que naixia d'una lectura radical de l'ideal federalista) i per la divisió entre les files republicanes: a la tradicional oposició entre socialistes i individualistes s'unia la ruptura entre unionistes i federalistes, i la mateixa divisió dels federalistes entre moderats i radicals.

## Restauració monàrquica
Després del cop d'estat de 1874 que va restablir la monarquia borbònica, Pi i Margall es va retirar temporalment de la política i es va dedicar al seu treball com a advocat i escriptor. En els anys vuitanta, aprofitant la tolerància dels governs liberals, va tornar a l'activitat pública per a reorganitzar els republicans federals. Confiant en les possibilitats d'èxit que els oferiria la restauració del sufragi universal el 1890, va crear en aquell mateix any un diari propi, El nuevo régimen, i va impulsar la definició del programa del partit el 1894. El seu prestigi li va permetre ser elegit diputat en 1886, 1891 i 1893; però va perdre popularitat en ser l'únic líder republicà que no es va deixar arrossegar per l'ardor nacionalista durant la Guerra de Cuba (1895-1898), va fer campanya per la concessió de la independència i es va oposar a la guerra contra els Estats Units, model de democràcia republicana i federal. Un retrat seu forma part de la Galeria de Catalans Il·lustres de l'Ajuntament de Barcelona.
Pi i Margall és considerat un dels introductors a la península de la llengua auxiliar internacional esperanto amb un article a El Nuevo Régimen el gener de 1898. A aquest article li seguirien dos més poc abans de la seva mort.